# 桂文三
桂 文三（かつら ぶんざ）は、上方落語の名跡。本名跡は約90年絶えていたが、桂つく枝が2009年5月16日に5代目を襲名した。
江戸

結三柏は、桂文枝一門の定紋である。

- 桂文三 - 生没年不詳（活動時期は明治末期から昭和10年代）。本名: 浅倉喜一郎。こちらはぶんざと読まず、ぶんぞうと読む。 最初2代目三遊亭圓左の門で三遊亭左傳次、1916年に三遊亭小圓左、1918年に春風亭柳若（師匠等不明）、1920年に圓昇（師匠等不明）。俗初代柳家三語楼の門で三朝楼。1926年に重楼。1935年に8代目桂文治の門で文三になる。

上方
- 桂文三 - 以上の各代以前にも、初代桂文治門下に文三の名が見える。
- 桂文三 - 天保14年（1843年）の見立番付の前座にも、別の文三の名が見られる。
- 初代桂文三 - のちの桂文左衛門。
- 2代目桂文三 - 当該項目で記述。
- 3代目桂文三 - 当該項目で記述。
- 4代目桂文三 - 本項にて記述。
- 代外桂文三 - 3代目文三門下の初代桂ざこばは、4代目文三没後、5代目文三を名乗っていたが、正式な襲名などは行わなかったようで、代数に入れられていない。
- 5代目桂文三 - 当該項目で記述。

4代目 桂 文三（1886年 - 1921年10月10日）は、本名: 高田卯之助。享年35。
3代目文三の実子。18歳の時、父の門下であった3代目桂扇枝を頼って密かに神戸の寄席に出るが、間もなく父の知るところとなり、正式に父のもとに入門し桂小文吾を名乗る。父の方針により京都で修行したが、前座時代は真面目で「模範前座」と言われるほど器用であり、将来を嘱望された。1904年に小文三と改名して大阪の父の元に戻り、1921年4月に4代目文三を襲名するも、その半年後に脱腸の手術が失敗して急逝。
初代桂雀三郎（後の2代目桂小文枝）や初代桂三輔（後の初代桂ざこば）らと共に桂派の若手として活躍するが、明治末期に父と共に三友派に移籍。『名古屋甚句』や『オッペケペー』などの音曲も得意とした。